# They Hunger
They Hunger är en modifikation av Valve Corporations datorspel Half-Life. They Hunger skapades 1999 av Neil Manke hos Black Widow Games. Historien utspelar sig i det lilla inlandssamhället Rivendale, någonstans i USA. Den namnlösa huvudpersonen är en utbränd författare som har svårt att avsluta sitt senaste verk. Hans förläggare låter honom låna en stuga i Rivendale för att han ska få vila upp sig. Men särskilt mycket vila blir det inte. Författaren hinner inte ens nå stugan innan allt går mycket, mycket fel.
They Hunger utspelar sig i tre delar:
- They Hunger
- They Hunger 2: Rest in Pieces
- They Hunger 3: Rude Awakening

They Hunger: Lost Souls är under utveckling och kommer att vara ett kommersiellt spel som använder sig av grafik- och fysikmotorn Source.

## Handling
Historien utvecklas och blir allt mer intressant medan man spelar. Vidare kan sägas att det handlar om mörka utrymmen, kluriga utmaningar, kraftfulla vapen, fascinerande spelfigurer och absurda mängder hungriga zombier. 
They Hunger är gratis att ladda ner, men kräver Half-Life för att köras.